# Podarcis carbonelli
La lagartija de Carbonell (Podarcis carbonelli) es una especie de reptil escamoso de la familia Lacertidae. Anteriormente fue considerada una subespecie de Podarcis bocagei, pero sobre la base de diferencias genéticas se elevó a especie (Sá-Sousa y Harris, 2002).[cita requerida]

## Descripción
Es una lagartija de pequeña talla, robusta, con el cuerpo no deprimido, cabeza corta. Acentuado dicromatismo sexual, color verde brillante o verde lechuga, (machos adultos en celo), pardo-verdoso o pardo, pero con los flancos siempre verdosos. Hembras adultas, inmaduros y machos (resto del año) con el dorso y los flancos pardos. Coloración ventral más o menos blanquecina en los machos, más amarillenta en las hembras. Los machos alcanzan mayores tamaños y peso que las hembras, con la cabeza más voluminosa y extremidades más largas.

## Distribución
Nueva especie endémica restringida a la parte occidental de la península ibérica, al sur del río Duero. En España se localiza solamente en dos áreas distintas y separadas: En el sistema Central occidental, en las provincias de Salamanca y Cáceres, donde se encuentra en la Sierra de Gata, Peña de Francia y Las Hurdes y aislada en la provincia de Huelva, en los arenales de Doñana. En Portugal se distribuye en gran parte de la zona atlántica y sur del país.

## Hábitat
La lagartija de Carbonell, es una lagartija que vive en el suelo y adaptada a ambientes moderadamente húmedos y frescos. En las zonas de clima atlántico puede ocupar una variedad de ecotípos relativamente diversa, desde arenales y acantilados costeros hasta matorrales de media montaña. En las zonas de clima mediterráneoo está restringida a zonas elevadas de matorral de montaña, entre los 800 a 1200 metros de altitud. En la región del Sistema Central ocupa los robledales de Quercus pyrenaica, preferentemente las zonas aclaradas del bosque o sus etapas subseriales de brezales, tojales o piornales, donde ocupa taludes de tierra, troncos caídos y el suelo al borde del matorral. En Doñana las observaciones se realizan bajo alcornocales, pinares y sabinares (Juniperus phoenicea), sobre todo en las arenas estabilizadas. En Portugal, debido a su mayor área de distribución, puede ocupar la mayor parte de los medios disponibles para una lagartija de suelo, desde dunas costeras hasta muros de viviendas y jardines.

## Depredación
Esta especie podría ser presa habitual[cita requerida] de ofidios sauriófagos, en el Sistema Central se han encontrado sus restos en contenidos gástricos de culebra lisa occidental (Coronella girondica).[cita requerida] Pequeñas aves rapaces como el cernícalo común (Falco tinnunculus) y algunos pequeños mamíferos carnívoros.

## Amenazas
Los principales factores de amenaza para la especie son los incendios forestales, la sustitución de los melojares y sus etapas subseriales por plantaciones de coníferas y en la mitad sur de la península, la degradación de las dunas litorales. Se justifica la categoría en IUCN, porque su área de ocupación es menor de 5.000 km², su distribución está muy fragmentada y existe un declive continuo en la extensión de su presencia y número de individuos.